# دلقک‌ماهی ماداگاسکار
دلقک‌ماهی ماداگاسکار (نام علمی: Amphiprion latifasciatus) نام یک گونه از زیرخانواده دلقک‌ماهی است.

## نگارخانه

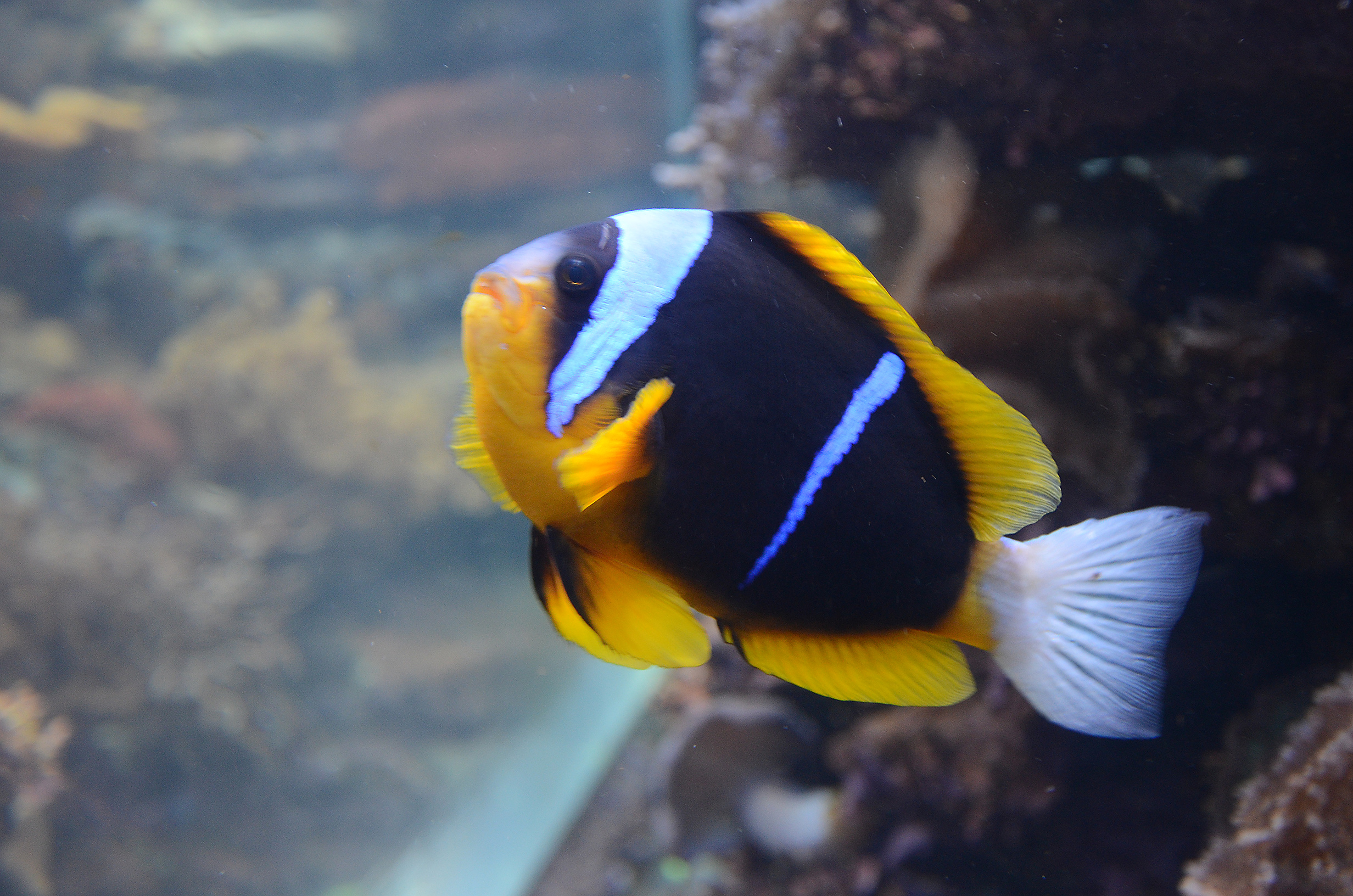
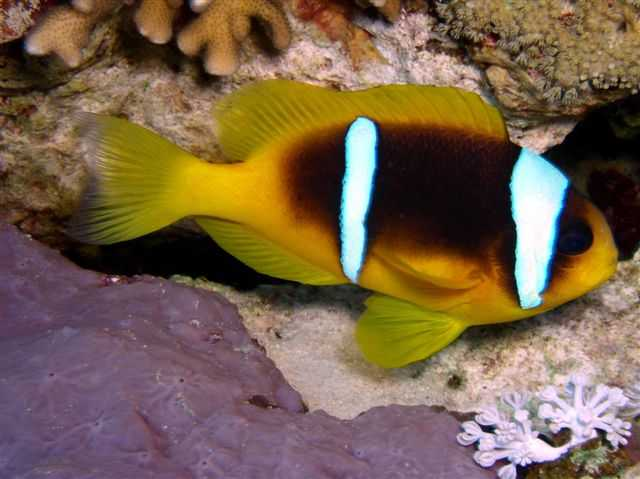
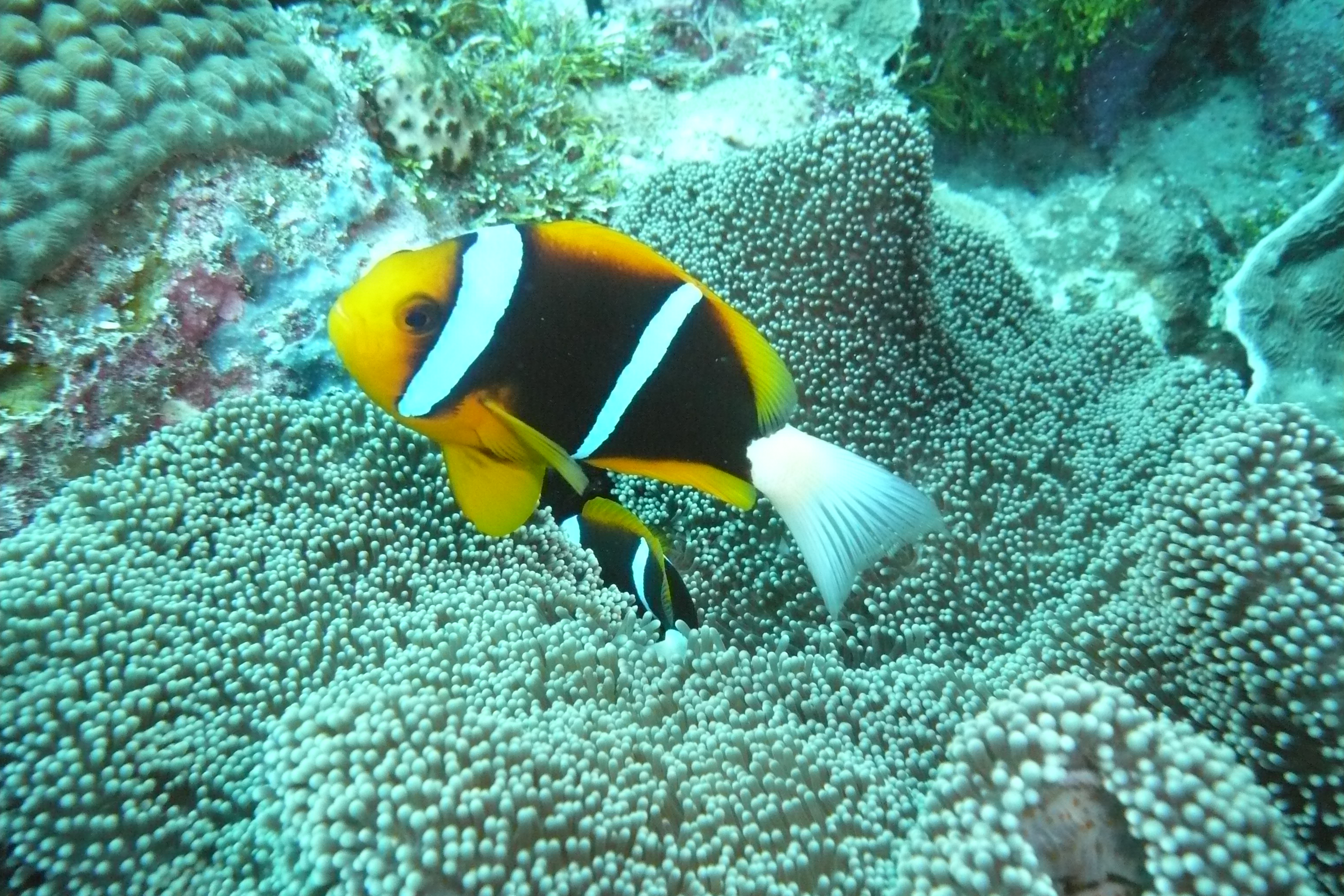
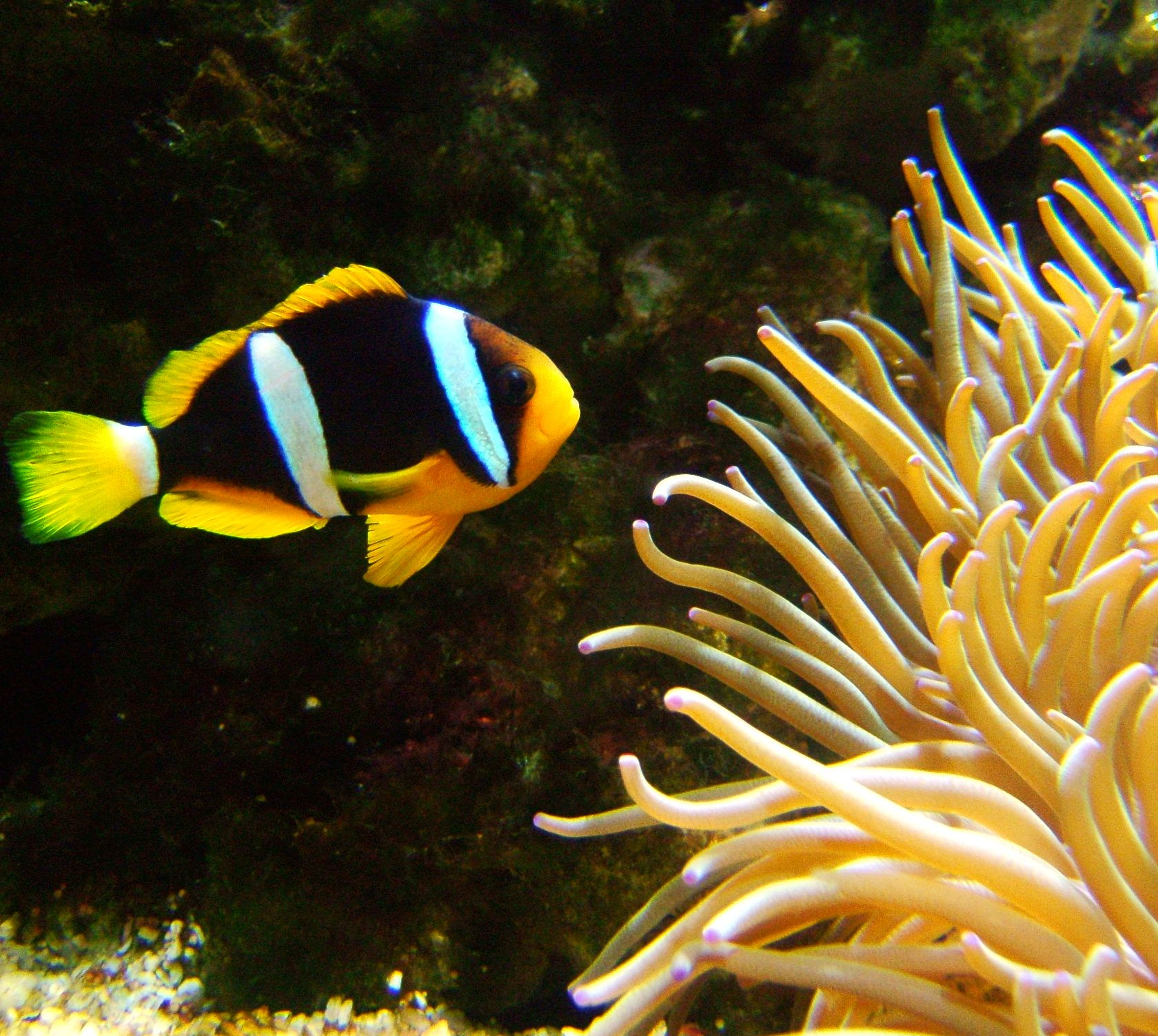